# Päivi Tikkanen
Päivi Tikkanen (Savitaipale, 19 januari 1960) is een voormalig Finse marathonloopster. Ze won in 1989 de marathon van Berlijn.
Op het WK 1991 in Tokio werd ze vierde op de 3000 m in 8.41,30. Deze prestatie geldt nog altijd als het huidige Finse record. Ze heeft ook het Finse record op de 5000 m (15.15,76), 10.000 m (31.45,02) en halve marathon en hele marathon (2:28.45) in handen.

## Titels
- Fins kampioene 1500 m - 1987, 1990
- Fins kampioene 3000 m - 1985, 1986, 1987, 1988, 1989, 1990, 1991, 1992, 1993, 1994
- Fins kampioene 5000 m - 1996, 1998
- Fins kampioene 10.000 m - 1989, 1990, 1991, 1992, 1995, 1996, 1997, 1998
- Fins kampioene halve marathon - 1998
- Fins kampioene veldlopen (6000 m) - 1986, 1990, 1993, 1998

## Persoonlijke records
| Onderdeel | Prestatie | Datum            | Plaats   |
| --------- | --------- | ---------------- | -------- |
| 3000 m    | 8.41,30   | 26 augustus 1991 | Tokio    |
| 5000 m    | 15.35,81  | 5 juni 1995      | Hengelo  |
| 10.000 m  | 31.45,02  | 30 juni 1992     | Helsinki |

## Palmares

### 3000 m
- 1991: 4e WK - 8.41,30

### halve marathon
- 1992: 13e WK in South Shields - 1:11.22
- 1995: 37e WK in South Shields - 1:14.26

### marathon
- 1989:  Marathon van Berlijn - 2:28.45